# 회계감사인
회계감사인(會計監査人)은 주식회사로부터 독립하여 외부에서 그 주식회사에 대한 회계의 감사를 하는 공인회계사 또는 회계법인을 말한다.